# Chalema synanthera
Chalema synanthera là một loài thực vật có hoa trong họ Cucurbitaceae. Loài này được Dieterle mô tả khoa học đầu tiên năm 1980.